# Lawinowe zwycięstwo

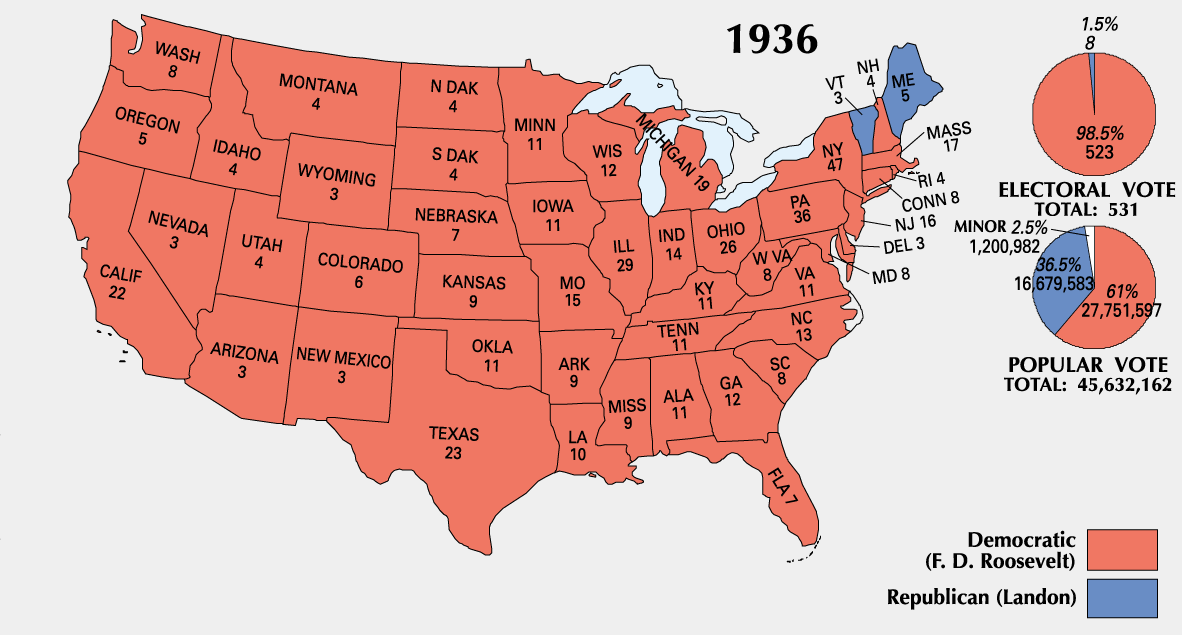
Przykład lawinowego zwycięstwa (USA, rok 1936)

W polityce terminem lawinowego zwycięstwa (lub też miażdżącego, przygniatającego) określać się zwykło taki wynik wyborczy, w którym zwycięzca uzyskał ogromną przewagą nad pokonanymi konkurentami. Biorąc pod uwagę dużą liczbę nurtów politycznych w systemach demokratycznych takie zjawiska są rzadkie.
W systemach dyktatorskich oficjalne wyniki prawie zawsze są przygniatające na korzyść aktualnie zasiadającego na tronie dyktatora, bądź osoby przezeń wskazanej. Ale przeważnie owe wyniki są fałszowane z premedytacją.
Termin lawinowego zwycięstwa jest bardzo powszechnie stosowany w języku angielskim, gdzie brzmi: landslide victory, lub po prostu landslide.

## Przykłady w historii

### Polska
- W drugiej turze wyborów prezydenckich w roku 1990 na Lecha Wałęsę głos oddało 10 622 696 wyborców, co stanowiło 74,25% ogólnie oddanej liczby głosów. Na Stanisława Tymińskiego padło głosów 3 683 098 (czyli 25,75%).

### Francja
- W drugiej turze wyborów prezydenckich roku 2002 urzędujący prezydent Jacques Chirac uzyskał ponad 20 milionów głosów więcej (ściślej: 25 540 873 i 82,21%) przeciwko 5 525 906 (17,79%), jakie zebrał Jean-Marie Le Pen.

### Kanada
- W roku 1935 podczas wyborów regionalnych na Wyspie Księcia Edwarda Partia Liberalna zdobyła wszystkie miejsca w legislaturze, co było pierwszym tego typu przypadkiem w historii Brytyjskiej Wspólnoty Narodów.
- W roku 1987 podczas wyborów regionalnych w Nowym Brunszwiku Partia Liberalna również zdobyła wszystkie miejsca w prowincjonalnym ciele ustawodawczym.
- W roku 2001 podczas wyborów regionalnych w Kolumbii Brytyjskiej Partia Liberalna zdobyła 77 na 79 miejsc w legislaturze.

### Wielka Brytania
W polityce Wielkiej Brytanii uważa się, iż zwycięstwo, w wyniku którego partia uzyskuje większość około 100 głosów w Izbie Gmin uważana jest za lawinowe, między innymi:
- w roku 1906 Partia Liberalna uzyskała większość 356 głosów (licząc poparcie Partii Pracy i irlandzkich nacjonalistów)
- w roku 1918 Wielka Koalicja uzyskała większość 239 głosów
- w roku 1924 Partia Konserwatywna uzyskała większość 209 głosów
- w roku 1931 Wielka Koalicja uzyskała większość 493 głosów
- w roku 1945 Partia Pracy uzyskała większość 146 głosów
- w roku 1959 Partia Konserwatywna uzyskała większość 100 głosów
- w roku 1966 Partia Pracy uzyskała większość 98 głosów
- w roku 1983 Partia Konserwatywna uzyskała większość 144 głosów
- w roku 1997 Partia Pracy uzyskała większość 179 głosów.

(Wynik wyborczy w roku 2001, kiedy rządzący laburzyści zdobyli większość 167 głosów, został przez media nazwany „cichą lawiną”).

### Stany Zjednoczone

#### Głosy powszechne
- 1936: 60,8% głosów zdobytych przez prezydenta Franklina Delano Roosevelta do 36,5%, zgromadzonych przez Alfa Landona (zobacz: wybory prezydenckie w USA, 1936)
- 1964: 61,1% głosów zdobytych przez prezydenta Lyndona B. Johnsona, do 38,5% zgromadzonych przez Barry’ego Goldwatera
- 1972: 60,7% głosów zdobytych przez prezydenta Richarda Nixona, do 37,5% zgromadzonych przez George’a McGoverna.

#### Głosyelektorskie
- 1820: 231 głosów oddanych na prezydenta Jamesa Monroego, do 1 na Johna Quincy’ego Adamsa
(Adams nie kandydował w ogóle w wyborach, ale jeden z elektorów oddał na niego głos. Elektor może oddać głos, na kogo tylko chce)
- 1936: 523 głosów oddanych na prezydenta Franklina Delano Roosevelta, do 8 na Alfa Landona
- 1964: 486 głosów oddanych na prezydenta Lyndona B. Johnsona, do 52 na Barry’ego Goldwatera
- 1972: 520 głosów oddanych na prezydenta Richarda Nixona, do 17 na George’a McGoverna
- 1980: 489 głosów oddanych na prezydenta Ronalda Reagana, do 49 na Jimmy’ego Cartera
- 1984: 525 głosów oddanych na prezydenta Reagana, do 13 na Waltera Mondale’a.

#### Inne wybory
- Podczas wyborów senackich w roku 2002 urzędujący senator John Kerry uzyskał reelekcję w rodzinnym Massachusetts stosunkiem 80-18% głosów.